# Persone di cognome Petersen
| Questa pagina contiene informazioni ricavate automaticamente dalle voci biografiche con l'ausilio del template Bio e di un bot. L'aggiornamento è periodico e automatico e ricostruisce completamente la pagina. Se manca una persona in questa lista, sei pregato di non aggiungerla, ma accertati piuttosto che la sua voce biografica contenga il template Bio e che i dati anagrafici siano correttamente compilati. Se il template Bio manca, inseriscilo tu stesso o, in alternativa, metti l'avviso {{tmp\|Bio}} che ne segnala la mancanza. Se i dati riportati sono sbagliati, correggi direttamente la voce biografica; le modifiche saranno visibili in questa lista entro pochi giorni. Per chiarimenti vedi il progetto antroponimi. La lista contiene solo le 58 persone che sono citate nell'enciclopedia e per le quali è stato implementato correttamente il template Bio. Pagina aggiornata al 23 lug 2025. |

Questa è una lista di persone presenti nell'enciclopedia che hanno il cognome Petersen, suddivise per attività principale.

## Allenatori di calcio(4)
- Jens Petersen, allenatore di calcio e calciatore danese (Esbjerg, n. 1941 - Esbjerg, † 2012)
- John Petersen, allenatore di calcio e ex calciatore faroese (n. 1972)
- Johnny Petersen, allenatore di calcio e ex calciatore danese (Brande, n. 1947)
- Poul Petersen, allenatore di calcio e calciatore danese (Copenaghen, n. 1921 - Tisvilde, † 1997)

## Arbitri di calcio(1)
- Martin Petersen, arbitro di calcio tedesco (Filderstadt, n. 1985)

## Archeologi(1)
- Eugen Petersen, archeologo tedesco (Heiligenhafen, n. 1836 - Amburgo, † 1919)

## Astisti(1)
- Henry Petersen, astista danese (Horsens, n. 1900 - Copenaghen, † 1949)

## Attori(3)
- Paul Petersen, attore e cantante statunitense (Glendale, n. 1945)
- Tommy Petersen, attore statunitense
- William Petersen, attore, produttore cinematografico e produttore televisivo statunitense (Evanston, n. 1953)

## Attrici(1)
- Luvia Petersen, attrice canadese (n. 1978)

## Autori di giochi(2)
- Christian T. Petersen, autore di giochi statunitense
- Sandy Petersen, autore di giochi statunitense (St. Louis, n. 1955)

## Batteristi(1)
- Colin Petersen, batterista australiano (Kingaroy, n. 1946 - Sydney, † 2024)

## Calciatori(10)
- Axel Petersen, calciatore danese (Copenaghen, n. 1887 - Copenaghen, † 1968)
- Christian Petersen, ex calciatore norvegese (Ski, n. 1978)
- Dan Petersen, ex calciatore danese (Odense, n. 1972)
- Helgi Petersen, ex calciatore faroese (Runavík, n. 1978)
- Jann Ingi Petersen, ex calciatore faroese (Toftir, n. 1984)
- Jógvan Petersen, ex calciatore faroese (n. 1955)
- Kristian Petersen, ex calciatore faroese (n. 1958)
- Nils Petersen, ex calciatore tedesco (Wernigerode, n. 1988)
- Oliver Petersen, calciatore norvegese (n. 2001)
- Peter Patrick Petersen, ex calciatore sudafricano (Città del Capo, n. 1981)

## Canottieri(1)
- Erik Petersen, canottiere danese (Copenaghen, n. 1939 - † 2025)

## Cantanti(2)
- King Diamond, cantante danese (Hvidovre, n. 1956)
- Reiley, cantante faroese (Tórshavn, n. 1997)

## Cantanti liriche(1)
- Marlis Petersen, cantante lirica e musicista tedesca (Sindelfingen, n. 1968)

## Cestisti(2)
- Jim Petersen, ex cestista e allenatore di pallacanestro statunitense (Minneapolis, n. 1962)
- Loy Petersen, ex cestista statunitense (Anaheim, n. 1945)

## Ciclisti su strada(1)
- Steen-Michael Petersen, ex ciclista su strada danese (Copenaghen, n. 1959)

## Conduttori televisivi(1)
- Søren Ryge Petersen, conduttore televisivo, giornalista e scrittore danese (n. 1945)

## Danzatrici(1)
- Toni Lander, ballerina danese (Gentofte, n. 1931 - Salt Lake City, † 1985)

## Fotografi(1)
- Anders Petersen, fotografo svedese (Solna, n. 1944)

## Generali(1)
- Erich Petersen, generale tedesco (Heidelberg, n. 1889 - Allmannshausen, † 1963)

## Ginnasti(1)
- Niels Petersen, ginnasta danese (Copenaghen, n. 1885 - Søllerød, † 1961)

## Giocatori di freccette(1)
- Devon Petersen, giocatore di freccette sudafricano (Città del Capo, n. 1986)

## Ingegneri(1)
- Waldemar Petersen, ingegnere elettrotecnico tedesco (Atene, n. 1880 - Darmstadt, † 1946)

## Matematici(1)
- Julius Petersen, matematico danese (Sorø, n. 1839 - Copenaghen, † 1910)

## Nuotatrici(2)
- Eileen Ward Petersen, nuotatrice danese (Copenaghen, n. 1937)
- Ethel Ward Petersen, nuotatrice danese (Gentofte, n. 1942)

## Pallamanisti(1)
- Fredrik Petersen, ex pallamanista e allenatore di pallamano svedese (Ystad, n. 1983)

## Pedagogisti(1)
- Peter Petersen, pedagogista tedesco (Großenwiehe, n. 1884 - Jena, † 1952)

## Pistard(1)
- Jan Bo Petersen, ex pistard e ciclista su strada danese (Næstved, n. 1970)

## Politici(3)
- Hans Christian Petersen, politico norvegese (Christianssand, n. 1793 - Christiania, † 1862)
- Hjalmar Petersen, politico statunitense (Eskildstrup, n. 1890 - Columbus, † 1968)
- Niels Helveg Petersen, politico danese (Odense, n. 1939 - † 2017)

## Pugili(3)
- Anders Petersen, pugile danese (n. 1902 - † 1966)
- Søren Petersen, pugile danese (Kolding, n. 1894 - † 1945)
- Thyge Petersen, pugile danese (Horsens, n. 1902 - † 1964)

## Registi(1)
- Wolfgang Petersen, regista e sceneggiatore tedesco (Emden, n. 1941 - Los Angeles, † 2022)

## Scrittori(1)
- Nis Petersen, scrittore danese (Vamdrup, n. 1897 - Laven, † 1943)

## Sollevatori(2)
- Jørgen Fryd Petersen, sollevatore danese (Copenaghen, n. 1925 - Copenaghen, † 1988)
- Niels Petersen, sollevatore danese (Kerteminde, n. 1918 - Copenaghen, † 1966)

## Storici(1)
- Jens Petersen, storico tedesco (Rendsburg, n. 1934)

## Velisti(1)
- Ole Gunnar Petersen, ex velista danese (Frederiksberg, n. 1934)

## Velociste(1)
- Marga Petersen, velocista tedesca (Brema, n. 1919 - Brema, † 2002)

## Vescove luterane(1)
- Sofie Petersen, vescova luterana groenlandese (Maniitsoq, n. 1955)